# Hypsolebias brunoi
Hypsolebias brunoi, es una especie de pez actinopeterigio de agua dulce, de la familia de los rivulines.

## Morfología
Con el cuerpo muy colorido y una longitud máxima descrita de 3 cm. Sin espinas en las aletas, hembras con aleta anal larga espatulada, y proceso posterior largo de occipital terminando en extensión posterior estrecha, los flancos con barras azules iridiscentes, machos con regiones operculares y dorsolaterales enteras de color azul verdoso metálico y barras en las aletas anal y caudal, con radios filamentosos a lo largo de todo el borde distal de las aletas dorsal y anal, melanóforos concentrados en la parte anterior de la aleta dorsal formando una zona gris oscuro, la aleta caudal subtruncada en el macho y redondeada en la hembra.

## Distribución y hábitat
Se distribuye por ríos de América del Sur, en el centro de Brasil. Son peces de agua dulce tropical, de comportamiento bentopelágico.